# Gruzja na Zimowych Igrzyskach Olimpijskich Młodzieży 2012
Gruzję na Zimowych Igrzyskach Olimpijskich Młodzieży 2012, które odbywały się w Innsbrucku, reprezentowało 2 zawodników.

## Skład reprezentacji Gruzji

### Narciarstwo alpejskie
Chłopcy
| Zawodnik             | Konkurencja   | Wyniki  | Wyniki       | Wyniki       | Wyniki       |
| Zawodnik             | Konkurencja   | Runda 1 | Runda 2      | Razem        | Miejsce      |
| -------------------- | ------------- | ------- | ------------ | ------------ | ------------ |
| Nikoloz Kozanaszwili | Slalom        | 43.25   | Nie ukończył | Nie ukończył | Nie ukończył |
| Nikoloz Kozanaszwili | Slalom gigant | 1:01.77 | 57.98        | 1:59.75      | 20.          |

Dziewczęta
| Zawodnik     | Konkurencja   | Wyniki  | Wyniki  | Wyniki  | Wyniki  |
| Zawodnik     | Konkurencja   | Runda 1 | Runda 2 | Razem   | Miejsce |
| ------------ | ------------- | ------- | ------- | ------- | ------- |
| Susana Gavva | Slalom        | 49.94   | 46.46   | 1:36.40 | 22.     |
| Susana Gavva | Slalom gigant | 1:07.73 | 1:07.28 | 2:15.01 | 32.     |